# Adalbert Grüllich

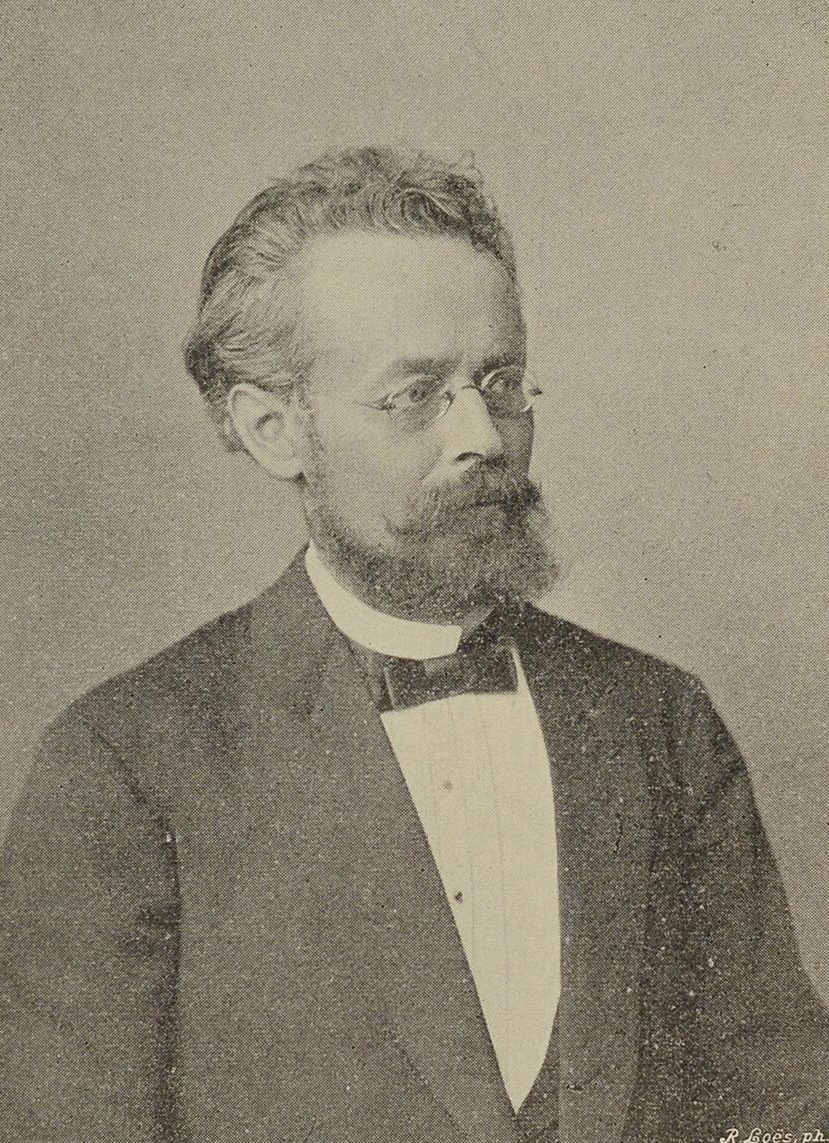
Adalbert Grüllich, 1885

Oscar Adalbert Grüllich (* 21. Mai 1840 in Neugersdorf; † 23. Mai 1905 in Dresden) war ein deutscher Pädagoge und Autor.

## Leben und Wirken
Nach dem Volksschulbesuch ging Grüllich an das Gymnasium nach Zittau. Von 1857 bis 1861 studierte er Theologie an der Universität Leipzig. Anschließend wurde Grüllich vierter Oberlehrer in Löbau. Noch im gleichen Jahr wechselte er als Oberlehrer an das Gymnasium mit Realschule in Zittau. 1867 wurde Grüllich Direktor am Seminar in Plauen, 1873 wechselte er als Direktor an das Seminar in Löbau.
Im Jahre 1874 erfolgte seine Ernennung zum Königlichen Bezirksschulinspektor in Löbau. 1897 wurde Grüllich Geheimer Schulrat und ging an das Sächsische Ministerium des Kultus und öffentlichen Unterrichts nach Dresden.
Er starb zwei Tage nach seinem 65. Geburtstag in Dresden.

## Werke (Auswahl)
- Judas Jscharioth, ein Beitrag zur Charakteristik neutestamentlicher Persönlichkeiten. In: Sächsische Schulzeitung. 1866, Nr. 30, 31.
- Ein Beitrag zur Zeichnung der Person Christi. In: Sächsische Schulzeitung. 1867. Nr. 28.
- Bemerkungen zum deutschen Sprachunterricht auf den sächs. Realschulen. In: Langbein’s Pädagogisches Archiv. 1867.
- Wie hat sich der Geschichtsschreiber beim Unterricht zu den großen politischen Bewegungen seiner Zeit zu verhalten?. In: Langbein’s Pädagogisches Archiv. 1867.
- Der Entwicklungsgang des Protestantismus in den 350 Jahren seines Bestehens. In: Monatsblätter für innere Zeitgeschichte von Gelzer. 1868.
- Zweiter Jahresbericht des Seminars zu Plauen. Plauen, 1871.
- Das erste Schuljahr. Plauen, 1871.
- Instruction für den Unterricht in der Seminarschule zu Plauen. Plauen, o. J.
- Vierter Jahresbericht des Seminars zu Plauen 1873. Plauen, 1874.
- Der Religionsunterricht in der Volksschule. Plauen, 1873.

## Ehrungen
- 1890: Ritter 1. Klasse des Königlich Sächsischen Verdienstordens